# Слапи
Слапи (рос. Слапи) — присілок у Лузькому районі Ленінградської області Російської Федерації.
Населення становить 206 осіб. Належить до муніципального утворення Заклинське сільське поселення.

## Історія
Згідно із законом від 28 вересня 2004 року № 65-оз належить до муніципального утворення Заклинське сільське поселення.

## Населення
| 1838 | 1862 | 1961 | 1997 | 2007 | 2010 |
| ---- | ---- | ---- | ---- | ---- | ---- |
| 169  | ↗190 | ↘125 | ↗138 | ↗172 | ↗206 |